# Europe a Nation
Europe a Nation (en français : Europe une Nation) était une politique élaborée par le politicien fasciste britannique Oswald Mosley en tant que pierre angulaire de son Union Movement. Il a appelé à l'intégration de l'Europe dans une entité politique unique. Bien que l'idée n'ait pas réussi à obtenir un large soutien pour le Union Movement, elle a néanmoins exercé une grande influence sur la pensée d'extrême droite en Europe.

## Origine
L'idée d'une Europe unie a commencé à se développer dans les derniers jours de la Seconde Guerre mondiale. Des concepts tels que Nation Europa et Eurafrika, qui cherchaient tous deux à créer une union de plus en plus étroite entre les pays européens, ont gagné en popularité dans l'extrême droite allemande au lendemain de la Seconde Guerre mondiale. Mosley, qui, vers la fin de la guerre, avait appris à lire l'allemand, a lu un certain nombre de brochures traitant de ces idées et en a été fortement influencé. Le manifeste de la République sociale italienne de Benito Mussolini, qui incluait un appel à la création d'une Communauté européenne, fut une autre influence importante,. Pour sa part, Mosley affirmerait plus tard qu'il avait d'abord préconisé quelque chose de semblable à l'Europe une nation dans des discours dès 1936. Dans l'essai de Mosley The World Alternative publié en 1936, il écrivait "Nous devons revenir au concept fondamental de l'union européenne qui a animé la génération de guerre de 1918" et il a proposé « l'union de l'Europe au sein de l'universalisme du mouvement moderne ». Cependant, la politique de l'Union britannique des fascistes n'était à aucun moment. Dans le livre de Mosley, Tomorrow We Live, publié en 1938, il déclarait que la politique de la BUF était en faveur d'une « Europe unie » et d'une « nouvelle Europe ».

## Développement
Mosley a présenté pour la première fois son idée d'une Europe formant un seul État dans son livre The Alternative en 1947. Il a fait valoir que la vision traditionnelle du nationalisme qui avait été suivie par les diverses nuances du fascisme d'avant-guerre avait une portée trop étroite et que l'après-guerre exigeait un nouveau paradigme dans lequel l'Europe se constituerait en un seul État. Il a rejeté toute idée d'une Europe fédérale, réclamant plutôt une intégration complète, Mosley a insisté sur le fait qu’un État européen supranational était essentiel au projet. La politique a été présentée à l'électorat plus large en octobre 1948, lorsque Mosley a appelé à l'élection d'une assemblée européenne, ce qui constituait le premier pas vers sa vision.
La notion avait également une dimension géopolitique importante, car Mosley la considérait comme la seule défense contre l’Europe devenant le théâtre de luttes de pouvoir entre les États-Unis et l’Union soviétique pendant la Guerre froide. Il a affirmé que la parenté raciale entre les peuples germaniques de l'Europe, qu'il a définis comme allemands, britanniques, néerlandais, flamands, scandinaves et les français du nord, serait la base de l'unité, tout en exprimant son admiration pour les contributions des peuples latins à l'histoire culturelle de l'Europe. Il était opposé à la fois aux Nations unies et à son prédécesseur, la Société des Nations, les rejetant dans le cadre d'un complot juif visant à saper le nationalisme. L'Afrique unie, dont la majeure partie était encore aux mains des empires coloniaux européens, devait être conservée en tant que colonie géante, l'apartheid étant mis en œuvre sur une base continentale, excluant de fait les noirs d'Europe. Les notions de toute règle autochtone en Afrique étaient totalement exclues de cette idée. Mosley s'est ensuite appuyé sur cette politique en demandant à l'État européen de réglementer ses prix et ses revenus par un « mécanisme de prix salariaux », tout en appelant à un « socialisme européen », une organisation de type syndical pour l'industrie du continent.
En réalité, sa vision était fortement ancrée dans le corporatisme et l'élitisme. Les élections devaient être de nature corporatiste avec une franchise basée sur une profession (auparavant une politique du Union britannique des fascistes), tandis que le « socialisme européen » devait comporter une main libre efficace pour les dirigeants d'entreprise, mais la coordination des travailleurs dans des organismes appelés « chartes du travail », une politique empruntée à l'Italie fasciste lui-même en déclarant qu'« aucun degré d'union moindre que celui d'une nation à part entière ne peut donner la volonté et le pouvoir d'agir sur une grande échelle… Pas moins d'espace que toute l'Europe et les possessions d'outre-mer de l'Europe dans un pool commun, peut donner la place dans laquelle agir efficacement ». Cependant, Europe a Nation s'est fortement inspiré de l'héritage existant du fascisme et Graham Macklin a affirmé qu'il « n'avait fait qu'adapter et élargir les paramètres de sa panacée fasciste pour s'adapter à son époque et qu'il était donc facilement reconnaissable en tant que fasciste ».
Mosley a développé ses idées pour un seul État-nation européen intégré et un gouvernement européen dans son livre Europe: Faith and Plan, publié en 1958.